# Hégenheim

Hégenheim este o comună în departamentul Haut-Rhin din estul Franței. În 2009 avea o populație de 3.164 de locuitori.

## Evoluția populației
| An        | 1975  | 1982  | 1990  | 1999  | 2006  | 2009  |
| --------- | ----- | ----- | ----- | ----- | ----- | ----- |
| Populație | 2.226 | 2.162 | 2.310 | 2.576 | 2.926 | 3.164 |